# Petrovarianz
Dieser Artikel wurde wegen inhaltlicher Mängel auf der Qualitätssicherungsseite des Portals Geowissenschaften eingetragen. Dies geschieht, um die Qualität der Artikel im Themengebiet Geowissenschaften zu steigern. Bitte hilf mit, die Mängel zu beseitigen, oder beteilige dich an der Diskussion. (+)

Begründung: quellenlos, viel zu kurz. --Jo 23:37, 9. Dez. 2008 (CET)
Unter Petrovarianz versteht man die erkennbaren und ggf. messbaren Unterschiede im schichtigen Aufbau von Sedimentgesteinen. Sie gibt die Bedingungen für die Widerstandsfähigkeit von Gestein an (Verwitterungsresistenz). Dies kann von folgenden Parametern abhängig sein:
1. Fazies
2. Petrographie
3. Korngröße
4. Schichtung
5. Farbe
6. Bankung u. a.

Alle diese Gesteins-Eigenschaften können in einem engen oder weiten Rahmen schwanken. Verwitterung und Abtragung arbeiten je nach geogr. Lage und Klima die Fein- und Eigenheiten der Petrovarianz heraus.